# كتاب فضائل شهر رمضان
كتاب فضائل شهر رمضان هو كتاب عن فضل شهر رمضان مما ورد في الأحاديث النبوية، ألفه الحافظ ابن شاهين (297 هـ - 385 هـ)، أورد المؤلف في كتابه على سته وثلاثين نصا مسندا، وقد رتبها المؤلف على أربعة أبواب، الأول في فضل شهر رمضان، والثاني في من صام رمضان إيمانا واحتسابا، والثالث رمضان إلى رمضان كفارة لما بينهما، والرابع فضل صيام رمضان بمكة.